# Narkotest
Narkotest – test do wykrywania narkotyków w podejrzanych substancjach (tabletkach, płynach, proszkach), w moczu i w ślinie. Narkotestów używają gł. organy ścigania.

## Rodzaje narkotestów
- Test wieloparametrowy z moczu
- Test wieloparametrowy z podejrzanych substancji i z moczu
- Test ze śliny wieloparametrowy
- Test do sprawdzania czy próbka moczu została zafałszowana
- Policyjne testy walizkowe do identyfikacji narkotyków w warunkach polowych

## Odczynniki
Podstawowe odczynniki znajdujące się na testerze, które wchodząc w reakcje chemiczne z narkotykami ujawniają ich obecność:
1. Odczynnik Marquisa – wykrywanie amfetaminy, metamfetaminy, MDMA, MDEA, MBDB, 2C-B, heroiny, morfiny i kodeiny
2. Odczynnik kwas azotowy stężony – potwierdzenie obecności heroiny, morfiny i kodeiny
3. Odczynnik Simona – wykrywanie metamfetaminy, MDMA, MDEA i MBDB
4. Odczynnik Meckego – odróżnianie morfiny od heroiny i kodeiny
5. Odczynnik Scotta – wykrywanie kokainy
6. Odczynnik Dille-Koppanyiego – wykrywanie barbituranów
7. Odczynnik Ehrlicha – wykrywanie LSD
8. Odczynnik Fast Blue B Salt – wykrywanie rodzaju konopie: marihuany i haszyszu
9. Odczynnik do wykrywania chlorowodorku amin – określanie postaci chemicznej substancji psychoaktywnej
10. Odczynnik do wykrywania siarczanu amin – określanie postaci chemicznej substancji psychoaktywnej
11. Odczynnik do wykrywania efedryny – wykrywanie efedryny
12. Odczynnik do wykrywania diazepamu, flunitrazepamu, klonazepamu – wykrywanie diazepamu (valium, relanium), flunitrazepamu i klonazepamu
13. Odczynnik do wykrywania GHB i soli GHB – wykrywanie GHB i soli GHB
14. Odczynnik neutralizujący – neutralizacja odczynników pozostałych w pakietach po przeprowadzeniu testowania

Przeczytaj ostrzeżenie dotyczące informacji medycznych i pokrewnych zamieszczonych w Wikipedii.